# سوسک سنگی خرما
سوسک سنگی خرما (نام علمی: Coccotrypes dactyliperda) نام یک گونه از زیرخانواده سوسک‌های پوسته‌نشین است.